# Kadidiatou Diani
Kadidiatou Diani (Ivry-sur-Seine, 1º aprile 1995) è una calciatrice francese, attaccante dell'Olympique Lione e della nazionale francese.

## Carriera

### Club
Kadidiatou Diani gioca nello FCF Juvisy sin dal 2010, anno in cui fece il suo esordio nel campionato di Division 1 Féminine 2010-2011. Fino al 2014 ha alternato partite con la prima squadra in Division 1 a partite con la rappresentativa under-19. Nel 2012 ha fatto il suo esordio in UEFA Champions League, disputando all'inizio scampoli di partita per poi essere schierata titolare, e realizzando la sua prima rete nella semifinale di ritorno persa per 1-6 contro l'Olympique Lione. A partire dalla stagione 2014-2015 ha iniziato ad essere titolare stabilmente, realizzando 10 reti nel campionato 2015-2016.
Nell'estate 2017 ha lasciato l'FCF Juvisy per trasferirsi al Paris Saint-Germain, firmando un contratto triennale.
Il 2 agosto 2023, Diani viene ufficialmente ingaggiata dall'Olympique Lione, con cui firma un contratto quadriennale.

### Nazionale
Nel 2012 Kadidiatou Diani venne convocata dal tecnico Gilles Eyquem nella squadra nazionale under-17 in occasione dei campionati europei di categoria, in cui la Francia venne sconfitta in finale dalle pari età della Germania, ma che vide Kadidiatou Diani migliore marcatrice del torneo assieme alla tedesca Pauline Bremer. Nel mese di settembre dello stesso venne convocata sempre nella squadra nazionale under-17 in occasione dei campionati mondiali di categoria, campionato che venne vinto dalla Francia e che vide Kadidiatou Diani autrice di quattro reti, migliore marcatrice francese assieme a Léa Declercq.
Nell'agosto 2013 ha vinto con la nazionale francese under-19 il campionato mondiale di categoria, realizzando la doppietta decisiva nella semifinale contro la Germania.
Nel 2014 venne convocata nella formazione Under-20 che prese parte al Mondiale di Canada 2014, condividendo con le compagne la conquista del terzo posto nella finalina vinta dalle Blues 3-2 sulle avversarie della Corea del Nord. Diani venne impiegata in tutti cinque gli incontri disputati siglando anche una rete, la prima nella partita vinta 4-0 con la Nuova Zelanda.
Fece il suo esordio nella nazionale maggiore il 22 novembre 2014 in occasione dell'amichevole vinta dalla Francia sulla Nuova Zelanda per 2-1 e realizzando la seconda rete francese. Nel 2015 venne convocata nella nazionale maggiore in occasione del campionato mondiale 2015, giocando pochi minuti contro la Corea del Sud nella sfida valida per gli ottavi di finale. E nel 2016 fece della selezione che partecipò ai Giochi della XXXI Olimpiade.
Il 4 giugno 2024, in occasione dell'incontro valido per il gruppo 3 di qualificazione all'Europeo di Svizzera 2025 perso 2-1 con l'Inghilterra allo Stadio Geoffroy Guichard di Saint-Étienne, raggiunge le 100 presenze con al maglia delle Blues.

## Statistiche

### Presenze e reti nei club
Statistiche aggiornate al 30 maggio 2025.
| Stagione               | Squadra                | Campionato             | Campionato | Campionato | Coppe nazionali | Coppe nazionali | Coppe nazionali | Coppe continentali | Coppe continentali | Coppe continentali | Altre coppe | Altre coppe | Altre coppe | Totale | Totale |
| Stagione               | Squadra                | Comp                   | Pres       | Reti       | Comp            | Pres            | Reti            | Comp               | Pres               | Reti               | Comp        | Pres        | Reti        | Pres   | Reti   |
| ---------------------- | ---------------------- | ---------------------- | ---------- | ---------- | --------------- | --------------- | --------------- | ------------------ | ------------------ | ------------------ | ----------- | ----------- | ----------- | ------ | ------ |
| 2010-2011              | FCF Juvisy             | D1                     | 3          | 0          | CF              | 1               | 1               | UWCL               | 0                  | 0                  | -           | -           | -           | 4      | 0      |
| 2011-2012              | FCF Juvisy             | D1                     | 2          | 0          | CF              | 0               | 0               | -                  | -                  | -                  | -           | -           | -           | 2      | 0      |
| 2012-2013              | FCF Juvisy             | D1                     | 7          | 1          | CF              | 1               | 0               | UWCL               | 5                  | 1                  | -           | -           | -           | 8      | 1      |
| 2013-2014              | FCF Juvisy             | D1                     | 6          | 1          | CF              | 1               | 0               | -                  | -                  | -                  | -           | -           | -           | 7      | 1      |
| 2014-2015              | FCF Juvisy             | D1                     | 17         | 3          | CF              | 2               | 1               | -                  | -                  | -                  | -           | -           | -           | 19     | 4      |
| 2015-2016              | FCF Juvisy             | D1                     | 20         | 10         | CF              | 3               | 5               | -                  | -                  | -                  | -           | -           | -           | 23     | 15     |
| 2016-2017              | FCF Juvisy             | D1                     | 18         | 7          | CF              | 3               | 0               | -                  | -                  | -                  | -           | -           | -           | 21     | 7      |
| Totale FCF Juvisy      | Totale FCF Juvisy      | Totale FCF Juvisy      | 73         | 22         | -               | 11              | 7               | -                  | 5                  | 1                  | -           | -           | -           | 89     | 30     |
| 2017-2018              | Paris Saint-Germain    | D1                     | 22         | 6          | CF              | 6               | 0               | -                  | -                  | -                  | -           | -           | -           | 28     | 6      |
| 2018-2019              | Paris Saint-Germain    | D1                     | 22         | 13         | CF              | 3               | 1               | UWCL               | 5                  | 2                  | -           | -           | -           | 30     | 16     |
| 2019-2020              | Paris Saint-Germain    | D1                     | 16         | 12         | CF              | 4               | 0               | UWCL               | 4                  | 2                  | SF          | 1           | 0           | 25     | 14     |
| 2020-2021              | Paris Saint-Germain    | D1                     | 19         | 13         | CF              | 1               | 0               | UWCL               | 4                  | 0                  | -           | -           | -           | 24     | 13     |
| 2021-2022              | Paris Saint-Germain    | D1                     | 18         | 13         | CF              | 4               | 2               | UWCL               | 9                  | 1                  | -           | -           | -           | 31     | 16     |
| 2022-2023              | Paris Saint-Germain    | D1                     | 17         | 17         | CF              | 3               | 3               | UWCL               | 9                  | 6                  | SF          | 1           | 0           | 30     | 26     |
| Totale Paris SG        | Totale Paris SG        | Totale Paris SG        | 114        | 74         | -               | 21              | 6               | -                  | 31                 | 11                 | -           | 2           | 0           | 168    | 91     |
| 2023-2024              | Olympique Lione        | D1                     | 18         | 7          | CF              | 3               | 4               | UWCL               | 11                 | 8                  | SF          | 1           | 0           | 33     | 19     |
| 2024-2025              | Olympique Lione        | PL                     | 19         | 10         | CF              | 1               | 0               | UWCL               | 10                 | 6                  | SF          | 0           | 0           | 30     | 16     |
| Totale Olympique Lione | Totale Olympique Lione | Totale Olympique Lione | 37         | 17         | -               | 4               | 4               | -                  | 21                 | 14                 | -           | 1           | 0           | 63     | 35     |
| Totale carriera        | Totale carriera        | Totale carriera        | 234        | 113        | -               | 36              | 17              | -                  | 57                 | 26                 | -           | 3           | 0           | 320    | 156    |

## Palmarès

### Club
- Coppa di Francia: 2

Paris Saint-Germain: 2017-2018, 2021-2022
- Campionato francese: 1

Paris Saint-Germain: 2020-2021
- Supercoppa francese: 1

Olympique Lione: 2023

### Nazionale
- SheBelieves Cup: 1

2017
- Campionato d'Europa under 17: 1

2012
- Campionato d'Europa under 19: 1

2013